# Svenska Melodifestivalklassiker
Svenska Melodifestivalklassiker är en samling släppt 1997 av blandade artister. Som namnet antyder innehåller den bidrag från Melodifestivalen. Bidragen är från 1969-1993.

## Låtlista
1. We Are All the Winners - Nick Borgen
2. Kommer du ihåg mig? - Jim Jidhed
3. Ska vi plocka körsbär i min trädgård - Ann-Christine Bärnsten
4. Högt över havet - Arja Saijonmaa
5. Det ligger i luften - Tomas Ledin
6. ABC - Anna Book
7. Dansa i neon - Lena Philipsson
8. Hallå hela pressen - Chattanooga
9. Ding-dong - Lars Berghagen
10. Bang en boomerang - Svenne & Lotta
11. Minns du Hollywood - Tomas Ledin
12. Johan B Lund - Svante Thuresson
13. 100% - Lotta Engberg & Triple & Touch
14. Hej clown - Jan Malmsjö
15. Miss Decibel - Wizex med Lasse Holm
16. Kärleken är evig - Lena Philipsson
17. Växeln hallå - Janne Lucas Persson